# Circonscription Woreda 19
La circonscription Woreda 19 est une des 23 circonscriptions législatives de la ville-région d'Addis-Abeba. Son représentant actuel est Mekonnen Djemaneh Behabtu[réf. nécessaire].